# Billy the Kid (Lucky Luke)
 For alternative betydninger, se Billy the Kid (flertydig). (Se også artikler, som begynder med Billy the Kid)
| Taleboble | Spire Denne tegneserieartikel er en spire som bør udbygges. Du er velkommen til at hjælpe Wikipedia ved at udvide den. |

Billy the Kid (fransk Billy the Kid) er et tegneseriealbum fra 1961 med Lucky Luke, skrevet af René Goscinny og tegnet af Morris. Historien blev udgivet som nr. 7 i den danske albumserie i 1973.
For at få uskadeliggjort den frygtede bandit Billy the Kid må Lucky Luke og Jolly Jumper optræde som forbrydere.
Billy the Kid optræder igen i Lucky Luke-albummet Billy the Kid får eskorte fra 1966.

## Originaludgave m.m.
- 1961: Billy the Kid i Spirou nr. 1210[2]-1231[3], 22. juni - 16. november
- 1962: Billy the Kid, nr. 20 i den franske albumserie Lucky Luke[4]

## Danske udgaver
- 1973: Billy the Kid, nr. 7 i den danske albumserie Lucky Luke; oversat af Tonny Lützer; ISBN 87-7529-146-0[5][6]
  - I 1.-4. oplag, 1973-1977, er planche 1-2 censureret ned til én side.[7]
  - I 5. oplag, 1982, er planche 1-2 komplette.[7]
- 1978: Billy the Kid i  Tempo nr. 37[8] – 43[9]; oversat af Sonja Rindom
- 1982: Billy the Kid i bind 4 i bogserien Lucky Luke luxusbind; oversat af Tonny Lützer[10]
- 1983: Billy the Kid i bogen Jeg, Lucky Luke; oversat af Tonny Lützer[11]
- 1986: Billy the Kid, introduktionsalbum i serien Albumklubben Comics; oversat af Tonny Lützer[12]
- 2004: Billy the Kid i Lucky Luke 1960-1961 i bogserien Lucky Luke – den komplette samling; oversat af Sonja Rindom[13]
- 2025: Billy the Kid, uden nummer i den danske albumserie Et Lucky Luke-pletskud; oversat af Benny Vigan Madsen; ISBN 978-87-7588-096-6[14]

## Censur
Ved udgivelsen af 2. oplag af den franske albumudgave fandt forlaget dele af de første to sider - især scenen hvor baby Billy sutter på en revolver - for stærke til genoptryk, så de to sider blev skåret ned til én side. Også den tyske udgave og de skandinaviske blev censureret.
De første 4 danske oplag mangler de to halve sider og indeholder 43 tegneseriesider; men fra 5. oplag af albummet og i luxusbind 4 er alle siderne intakte med i alt 44 tegneseriesider.
Som på de fleste eller alle forsider fra Cinebook er Lucky Lukes cigaret censureret bort fra forsiden og erstattet af et halmstrå.